# Asteia levis
Asteia levis är en tvåvingeart som beskrevs av Frederick Wollaston Hutton 1902. Asteia levis ingår i släktet Asteia och familjen smalvingeflugor. Inga underarter finns listade i Catalogue of Life.